# Veuxhaulles-sur-Aube
Veuxhaulles-sur-Aube település Franciaországban, Côte-d’Or megyében. Lakosainak száma 210 fő (2022. január 1.). Veuxhaulles-sur-Aube Latrecey-Ormoy-sur-Aube, Boudreville, La Chaume, Courban, Louesme, Montigny-sur-Aube és Dancevoir községekkel határos.

## Népesség
A település népessége az elmúlt években az alábbi módon változott:
| Lakosok száma | 480  | 372  | 305  | 233  | 234  | 226  | 207  | 201  | 199  | 210  |
|               | 1968 | 1982 | 1990 | 2006 | 2013 | 2015 | 2017 | 2019 | 2020 | 2022 |